# Ballinger
Ballinger – miasto w Stanach Zjednoczonych, w stanie Teksas, w hrabstwie Runnels. W 2000 roku liczyło 4243 mieszkańców.